# Департамент послевоенной реконструкции
Департамент послевоенной реконструкции — правительственный департамент Австралии, ответственным за планирование и координацию перехода Австралии к экономике мирного времени после Второй мировой войны. Отдел был создан в декабре 1942 года и распущен в марте 1950 года.

## История
Департамент послевоенной реконструкции был создан 22 декабря 1942 года путем передачи функций из Департамента труда и национальной службы. Его роль заключалась в планировании и координации перехода Австралии от военной экономики к мирной с целью достижения и поддержания полной занятости. Это отражало твердое желание правительства австралийской лейбористской партии сделать так, чтобы уровень жизни австралийцев был выше после войны, чем был до неё, а также избежать повторения плохих условий, в которых жили многие возвращенные солдаты из Первой мировой войны. Казначей Бен Чифли был назначен первым министром послевоенной реконструкции, а Х. К. Наггетс стал первым генеральным директором департамента 15 января 1943 года. Историк Дэвид Ли писал, что создание Департамента послевоенной реконструкции стало частью профессионализма австралийской государственной службы во время Второй мировой войны.
Первоначально департамент получил широкий круг обязанностей: контроль за выполнением правительством обязательств по обеспечению полной занятости, введение новых социальных выплат, создание Службы занятости Содружества, сотрудничество с правительствами штатов по обеспечению граждан жильём и больницами, а также финансовую поддержку государственных университетов. Департамент также разработал первоначальные планы демобилизации австралийских военных после войны, и они были утверждены Кабинетом министров в июне 1944 года. Обязанности департамента со временем изменились, поскольку они были переданы другим органам.
В отличие от других департаментов, созданных во время войны, Департамент послевоенной реконструкции не имел большой штат сотрудников, но обычно стремился координировать работу других учреждений. Большинство сотрудников департамента были молодыми экономистами, которые были призваны на австралийскую государственную службу во время Второй мировой войны. Джон Дедман заменил Чифли на посту министра послевоенной реконструкции в феврале 1945 года, а Л. Ф. Крисп стал генеральным директором в 1949 году после того, как Кумбс был назначен управляющим Банком Содружества.
Департамент послевоенного восстановления был распущен 16 марта 1950 года после избрания консервативного правительства в декабре 1949 года. Его функции были переданы другим департаментам.